# Malnik
Malnik (726 m) – szczyt w zachodniej części Gór Leluchowskich, które w polskiej regionalizacji fizycznogeograficznej według Jerzego Kondrackiego zaliczone zostały do Beskidu Sądeckiego, w nowszej regionalizacji z 2018 r. wraz z Górami Lubowelskimi do Pogórza Popradzkiego. Znajduje się w mieście Muszyna,w województwie małopolskim, w powiecie nowosądeckim.
Malnik wznosi się w bocznym grzbiecie Gór Leluchowskich, który od szczytu Garby odgałęzia się w zachodnim kierunku i poprzez Malnik opada do Muszyny. Północne stoki tego grzbietu opadają do doliny potoku Wilcze (dopływ Muszynki), południowe do doliny Podgórnego Potoku będącego dopływem Popradu.
Grzbietem Malnika prowadzi szlak turystyczny. W odróżnieniu od większości wzniesień Gór Leluchowskich grzbiet Malnika jest odkryty, trawiasty. Dzięki temu rozciągają się z niego szerokie panoramy widokowe. W północno-zachodnim kierunku (nad Muszyną) znajduje się poniżej szczytu wieża przekaźnikowa.
Na szczycie Malnika wybudowano wieżę widokową będącą dużą atrakcją turystyczną.

## Szlaki turystyczne
– żółty: Muszyna – Malnik – Garby – Przechyby – Dubne (szczyt) – Wojkowa – Kamienny Horb – Pusta (867 m) – Wysoka Horka – Bukowina – Muszynka. 7:30 h, ↓ 6:45 h.